# Paul Di Giacomo
Paul Di Giacomo (Glasgow, 30 giugno 1982) è un ex calciatore scozzese, attaccante.

## Caratteristiche tecniche
Ala destra, può giocare come ala sinistra o come seconda punta.

## Carriera
Ha giocato nella prima divisione scozzese.

## Palmarès

### Club

#### Competizioni nazionali
- Scottish Challenge Cup: 2

Airdrie United: 2008-2009
Ross County: 2010-2011

### Individuale
- Capocannoniere della Scottish Challenge Cup: 1

2011-2012 (5 gol)